# Chongzuo
Chongzuo (auf Zhuang Cungzcoj Si; chinesisch 崇左市 / 崇左市, Pinyin Chóngzuǒ Shì) ist eine Stadt im Südwesten des Autonomen Gebiets Guangxi der Zhuang-Nationalität in der Volksrepublik China. In ihrem Verwaltungsgebiet liegt die Fossilienfundstätte Zhirendong.

## Geographie
Chongzuo liegt im Südwesten Guangxis und hat eine 533 Kilometer lange Grenze zu Vietnam.

## Administrative Gliederung
Die bezirksfreie Stadt Chongzuo setzt sich aus einem Stadtbezirk, einer kreisfreien Stadt und fünf Kreisen zusammen. Diese sind:
- Stadtbezirk Jiangzhou – 江州区 Jiāngzhōu Qū;
- Stadt Pingxiang – 凭祥市 Píngxiáng Shì;
- Kreis Ningming – 宁明县 Níngmíng Xiàn;
- Kreis Fusui – 扶绥县 Fúsuí Xiàn;
- Kreis Longzhou – 龙州县 Lóngzhōu Xiàn;
- Kreis Daxin – 大新县 Dàxīn Xiàn;
- Kreis Tiandeng – 天等县 Tiānděng Xiàn.

### Städtepartnerschaften
Es gibt eine Partnerschaft mit Białystok in Polen.

## Wirtschaft

### Infrastruktur
Chongzuo liegt an der Autobahn Nanning–Youyiguan jeweils etwa 100 km westlich von der Hauptstadt Guangxis Nanning und etwa 100 km östlich der Grenze zu Vietnam.

### Bildung
Der Ort beherbergt die Pädagogische Nationalitäten-Hochschule Guangxi.

## Kultur und Tourismus
Von historischer und touristischer großer Bedeutung sind die Huashan-Felsbilder (Huashan yanhua 花山岩画) aus der Zeit der Streitenden Reiche bis Östlichen Han-Dynastie, welche an den Flüssen Minjiang und Zujiang nahe der Ortschaft Ningming liegen. Die Felsbilder stehen seit 1988 auf der Liste der Denkmäler der Volksrepublik China (3-165) und wurden 2016 von der UNESCO als Weltkulturerbe anerkannt.